# Невеста гориллы
«Невеста гориллы» (англ. Bride of the Gorilla) — фильма ужасов 1951 года режиссёра Курта Сиодмака с участием Реймонда Берра и Барбары Пэйтон.

## Сюжет
Глубоко в дебрях южноамериканских джунглей управляющий плантациями Барни Чавес (Реймонд Берр) убивает своего пожилого хозяина, чтобы овладеть его очаровательной молодой женой (Барбара Пэйтон). Однако свидетельницей этого преступления оказывается старая местная ведьма (Джизелла Уэрбисек), которая накладывает на Барни проклятие. Вскоре он начинает по ночам превращаться в гориллу и наводить панику в близлежащей деревушке. Расследовать смерть плантатора и убийства животных должен комиссар Таро (Лон Чейни).

## В ролях
- Реймонд Берр — Барни Чавес
- Пэйтон, Барбара — Мисис Дина Ван Гельдер
- Лон Чейни — комиссар полиции
- Джизелла Уэрбисек — ведьма